# West-Thürings voetbalkampioenschap 1928/29
In 1928/29 werd het dertiende voetbalkampioenschap van West-Thüringen gespeeld, dat georganiseerd werd door de Midden-Duitse voetbalbond. 
SpVgg Gelb-Rot Meiningen werd kampioen en plaatste zich voor de Midden-Duitse eindronde. De club verloor meteen van VfB 1907 Coburg.

## Gauliga
| Plaats | Club                     | Wed. | W  | G | V | Saldo | Ptn.  |
| ------ | ------------------------ | ---- | -- | - | - | ----- | ----- |
| 1.     | SpVgg Gelb-Rot Meiningen | 14   | 11 | 0 | 3 | 48:24 | 22:6  |
| 2.     | SpVgg Zella-Mehlis 06    | 14   | 10 | 0 | 4 | 67:31 | 20:8  |
| 3.     | SV Wacker 04 Salzungen   | 14   | 7  | 3 | 4 | 29:24 | 17:11 |
| 4.     | FC 1905 Zella-Mehlis     | 14   | 5  | 2 | 7 | 31:31 | 12:16 |
| 5.     | SV 1904 Schmalkalden     | 14   | 5  | 1 | 8 | 28:33 | 11:17 |
| 6.     | SC 1912 Zella-Mehlis     | 14   | 5  | 1 | 8 | 13:27 | 11:17 |
| 7.     | FC Edelweiß Viernau      | 14   | 4  | 2 | 8 | 12:41 | 10:18 |
| 8.     | VfL Meiningen 04         | 14   | 4  | 1 | 9 | 28:45 | 9:19  |

|  | Kampioen, geplaatst voor Midden-Duitse eindronde |